# Siló (település)
Siló (héberül: שִׁלֹה, שילה ) zsidó település Ciszjordániában. Lakossága mintegy 2400 fő volt 2011-ben.
A településnek nagyobb jelentősége az ókori Izraelben volt. A királyság előtt Izráel törzseinek vallási központja. Itt volt a szent sátor és itt őrizték a szövetség ládáját. Itt töltötte ifjúságát Sámuel próféta Éli főpapi szolgálata mellett.
Siló Bétel és Szikem között feküdt, Jeruzsálemtől kb. 40 km-re északra.

## Története
A területen a régészek egy középső bronzkori civilizáció nyomaira bukkantak Kr. e. 1900-1800-ból.
A zsidók honfoglalása után itt osztották fel az Ígéret Földjét a 12 törzs között és jelölték ki a városaikat.
Több mint 300 évig volt a vallási központ, mígnem Jeruzsálem átvette a szerepét. A királyság előtti időkben a zsidók gyülekezési helyeként említi a Biblia. Itt volt a szent sátor 369 évig, és itt őrizték a szent ládát, amíg a kánaáni ellenség, a filiszteusok hadizsákmányként magukkal nem vitték.
Miután Dávid király visszaszerezte a filiszteusoktól a frigyládát, már többé nem került vissza Silóba, hanem Kirját-Jeárimba vitték, majd onnan Jeruzsálembe, ahova áttevődött a vallási központ helye és Salamon király idején felépült a jeruzsálemi templom.
A város Jeremiás próféta korában már csak romhalmaz volt. Később valószínűleg újraépült; a Kr. u. 4. századból egy keresztény templom romjait tárták fel a régészek.
A középkorban, amikor a keresztes lovagok elfoglalták a területet, 1173-ban, egy falu volt található itt egy mecsettel.